# Province de Chonburi
Chonburi (en thaï : ชลบุรี) est une province (changwat) de l'est de Thaïlande.
Elle est située dans l'est du pays, entre la province de Chachoengsao et la province de Rayong. Sa capitale est la ville de Chonburi. 

La ville la plus connue est la station balnéaire de Pattaya, sur le golfe de Thaïlande.

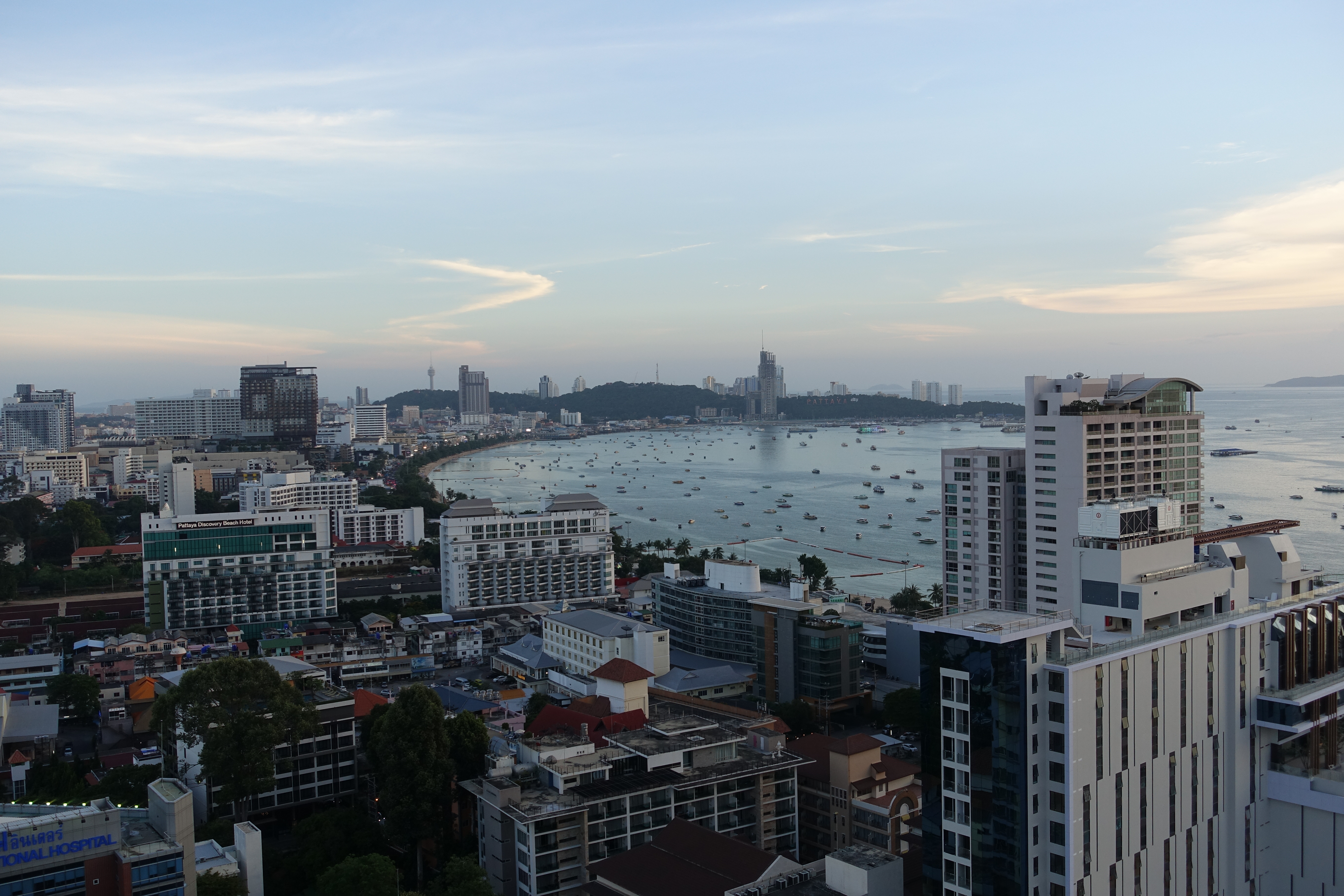
Le centre de Pattaya et la plage au coucher du soleil en 2017

## Curiosités
- La station balnéaire et étudiante de Bang Sean, le Wang Saen Suk et son jardin des enfers ainsi que l'Université de Burapha
- Le Sanctuaire de la Vérité à Pataya
- Le Wat Yansangwararam[1]
- Le jardin botanique tropical de Nong Nooch
- Iles de Ko Sichang et Ko Lan
- Courses de buffles des districts de Bang Bueng et Nong Yai[2],[3],[4],[5],[6] etc.

## Subdivisions

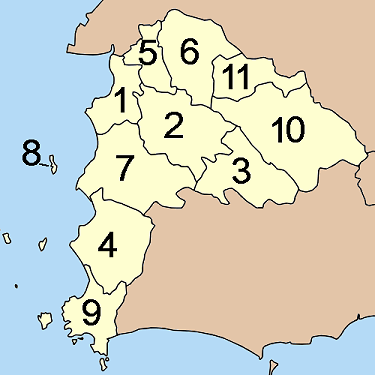
Carte des amphoe de la province de Chonburi.

Chonburi est subdivisée en 11 districts (amphoe) : Ces districts sont eux-mêmes subdivisés en 92 sous-districts (tambon) et 691 villages (muban).
Liste des districts
1. Amphoe Mueang Chonburi
2. Amphoe Ban Bueng
3. Amphoe Nong Yai
4. Amphoe Bang Lamung
5. Amphoe Phan Thong
6. Amphoe Phanat Nikhom
7. Amphoe Si Racha
8. Amphoe Ko Sichang
9. Amphoe Sattahip
10. Amphoe Bo Thong
11. Amphoe Ko Chan